# Pe râul Platte, Nebraska
Pe râul Platte, Nebraska este un tablou al pictorului american Albert Bierstadt realizat în anul 1863.